# Liceu

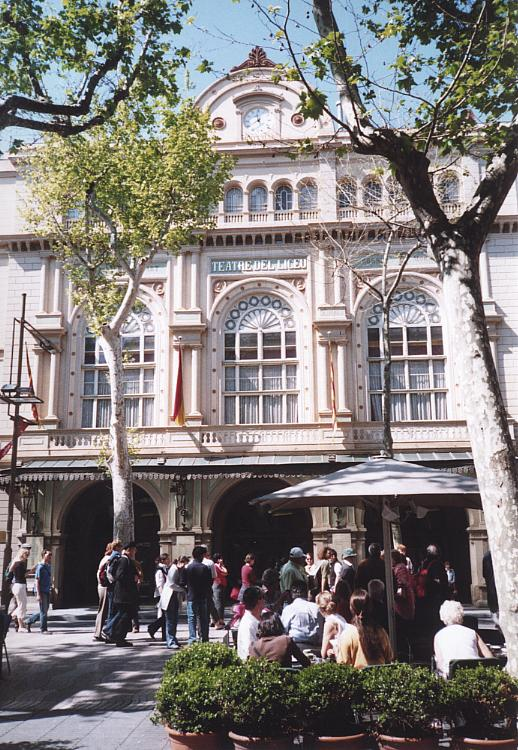
Voorgevel van het Liceu aan de Rambla

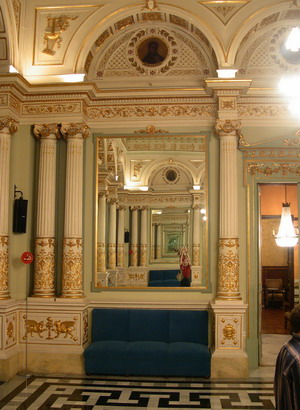
Vestibule van het Liceu

Gran Teatre del Liceu (Nederlands: Het Liceu) is een theatergebouw aan La Rambla in Barcelona, Catalonië, Spanje. Het is het oudste theatergebouw van de stad.

## Geschiedenis

### Bouw
Het eerste Liceu werd opgericht in 1837, in het klooster van Montsió (nabij de huidige Portal de l'Àngel) door Manuel Gibert Sans, commandant van het Spaanse leger, om op soirées geld in te zamelen voor zijn bataljon. Hij richtte het Liceo Filodramático de Montesión op, dat aan de ene kant muzikale vorming tot doel had (vandaar de naam Liceu, wat 'Lyceum' betekent'), en aan de andere kant theatrale operavoorstellingen door leerlingen van dat lyceum wilde brengen.
In 1844 moest het lyceum op zoek naar nieuwe huisvesting. Op dat moment krijgt de instelling, inmiddels omgedoopt tot Liceo Filarmónico Dramático de S.M. la Reina Isabel II, toestemming om het voormalige klooster van de Trinitairen gelegen aan de Rambla te kopen. Het Liceu geeft dan opdracht voor het ontwerpen van een nieuw gebouw, dat qua prestige niet voor andere steden onder mag doen. De bouwwerkzaamheden beginnen in 1845 en worden in 1847 afgerond. Sindsdien is het buitenaanzicht van het gebouw niet meer veranderd.

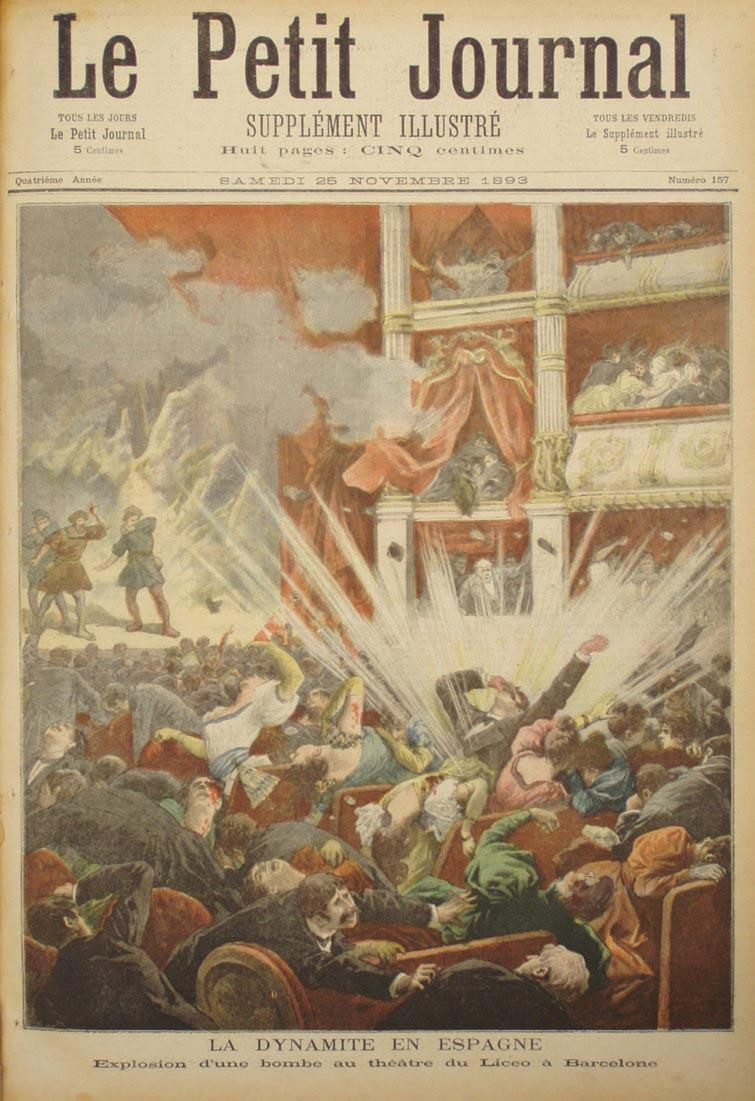
Voorpagina met de anarchistische aanslag in 1893

### Belangrijke gebeurtenissen
In enkele decennia wordt het Liceu het belangrijkste theater van de stad, waar de bourgeoisie regelmatig bij elkaar komt en waarvan het een van de symbolen wordt. Dat is de belangrijkste reden dat in 1893, tijdens de opening van het nieuwe culturele seizoen, de anarchist Santiago Salvador er een bom laat ontploffen. Hierbij komen twintig mensen om.
Het gebouw wordt twee maal door brand verwoest: in 1861 en in 1994. De tweede keer gebeurt dit tijdens laswerkzaamheden aan een brandwerend gordijn dat in geval van nood neergelaten wordt om de scène te scheiden van de zaal. Het gebouw brandt volledig af. Door hulp van particulieren, bedrijven en instellingen wordt de zaal weder opgebouwd en kan in 1999 haar deuren weer openen. Tijdens deze wederopbouw is de zaal uitgerust met de nieuwste technieken, waardoor het technisch gesproken een van de modernste operazalen ter wereld is.

### Muziekgeschiedenis
Hoewel er in de eerste jaren veel voorstellingen op de planken worden gebracht die eerder op hun plaats zouden zijn in een variététheater, zoals operettes, goochelshows en andere theatrale voorstellingen, legt het Liceu zich al gauw toe op opera en balletvoorstellingen en wordt zo de opera van Barcelona.
Door de geschiedenis heen zijn met name de Duitse en de Italiaanse opera's opgevoerd. Daarbinnen is Verdi veruit de meest opgevoerde componist. Van het eind van de 19de eeuw tot zo'n beetje 1950 worden ook werken van Wagner met grote regelmaat opgevoerd. Sindsdien is het aanbod zich gaan verbreden en staan alle grote stukken die de wereld over gaan er één of meerdere keren op de planken.

### Andere gebeurtenissen
Op 29 november 2024 vierde de voetbalclub FC Barcelona haar 125-jarig jubileum met een gala in het Liceu.

## Conservatori Superior de Música del Liceu
Bij het Liceu hoort het Conservatori Superior de Música del Liceu, een conservatorium dat in 1873 is opgericht en dat deels in het complex van het operagebouw, deels op andere plekken in de stad onder is gebracht. Ook zijn er vestigingen te vinden buiten Barcelona. Het conservatorium en het theater behoren bij dezelfde instelling.
Het conservatorium heeft een groot aantal bekende zangers en andere muzikanten voortgebracht. Onder hen zijn grote namen als Montserrat Caballé en José Carreras.

## Cercle del Liceu
Het gebouw van het Liceu huisvest ook de sociëteit van de Cercle del Liceu, een gesloten sociale club Engelse stijl, die desondanks geen deel uitmaakt van dezelfde instelling als de operazaal. Deze club is opgericht uit een groep financierders van de bouw van de opera in 1847. Vandaag de dag zijn voornamelijk vooraanstaande personen uit het Barcelonese sociale leven lid van de sociëteit met een voorliefde voor opera. Tot 2001 was het lidmaatschap voorbehouden aan mannen of hun weduwes.